# Montjean (Charente)
Pour les articles homonymes, voir Montjean.
Montjean (prononcer [mɔ̃ʒɑ̃]) est une commune du Sud-Ouest de la France, située dans le département de la Charente (région Nouvelle-Aquitaine).
Ses habitants sont les Montjeannais et les Montjeannaises.

## Géographie

### Localisation et accès
Commune du Nord Charente limitrophe des Deux-Sèvres, Montjean est située à quasi égale distance d'Angoulême, Niort et Poitiers.
Montjean est à 9 km au nord-est de Villefagnan, chef-lieu de son canton, 9 km au nord-ouest de Ruffec, 5 km au sud de Sauzé-Vaussais, 49 km d'Angoulême, 52 km de Niort, 58 km de Poitiers.
Le bourg de la commune se situe sur la D 19, à 10 km à l'ouest de la RN 10 Paris-Hendaye et à 5 km au sud de la D 948 (ancienne N 148) Niort-Limoges.
La gare la plus proche est celle de Ruffec, desservie par des TER et TGV à destination d'Angoulême, Poitiers, Paris et Bordeaux.
La LGV Sud Europe Atlantique traverse la commune (début des travaux en 2011, mise en service prévue fin 2015-début 2016).

### Hameaux et lieux-dits
Montjean compte quatre hameaux situés dans le sud de la commune : Fayolle, la Poste, la Péraudière et Bannières, et des lieux-dits au nord du bourg : Chez Sicaud, Gillebert, Mareuil, la Grange Neuve.

### Communes limitrophes
| Lorigné (Deux-Sèvres) | Sauzé-Vaussais (Deux-Sèvres) |                         |
| La Forêt-de-Tessé     | Montjean                     | Londigny                |
| La Magdeleine         | Villiers-le-Roux             | Saint-Martin-du-Clocher |

### Géologie et relief
Géologiquement, la commune est dans le calcaire du Jurassique du Bassin aquitain, comme tout le Nord-Charente. Plus particulièrement, le Bathonien occupe la surface communale, mais le plateau est recouvert par des altérites sous forme d'argile rouge à silex,,.
La partie nord de la commune fait partie des collines boisées de Montalembert, qui confine au seuil du Poitou et où passe à son extrémité septentrionale la ligne de partage entre les bassins de la Charente et de la Loire.
Le relief de la commune est celui d'un plateau assez uniforme, d'une altitude moyenne de 140 m, descendant légèrement vers le sud. Il est bordé à l'est par la vallée de la Péruse, et traversé au sud par une vallée sèche, à Bannières. Cette vallée sèche se remplit en période de forte crue. De nombreux gouffres sous forme de dolines parsèment sa surface. Le point culminant de la commune est à une altitude de 149 m, situé sur la limite départementale au nord. Le point le plus bas est à 114 m, situé sur la limite sud dans la combe. Le bourg, surplombant la vallée, est à 140 m d'altitude.

### Hydrographie

#### Réseau hydrographique

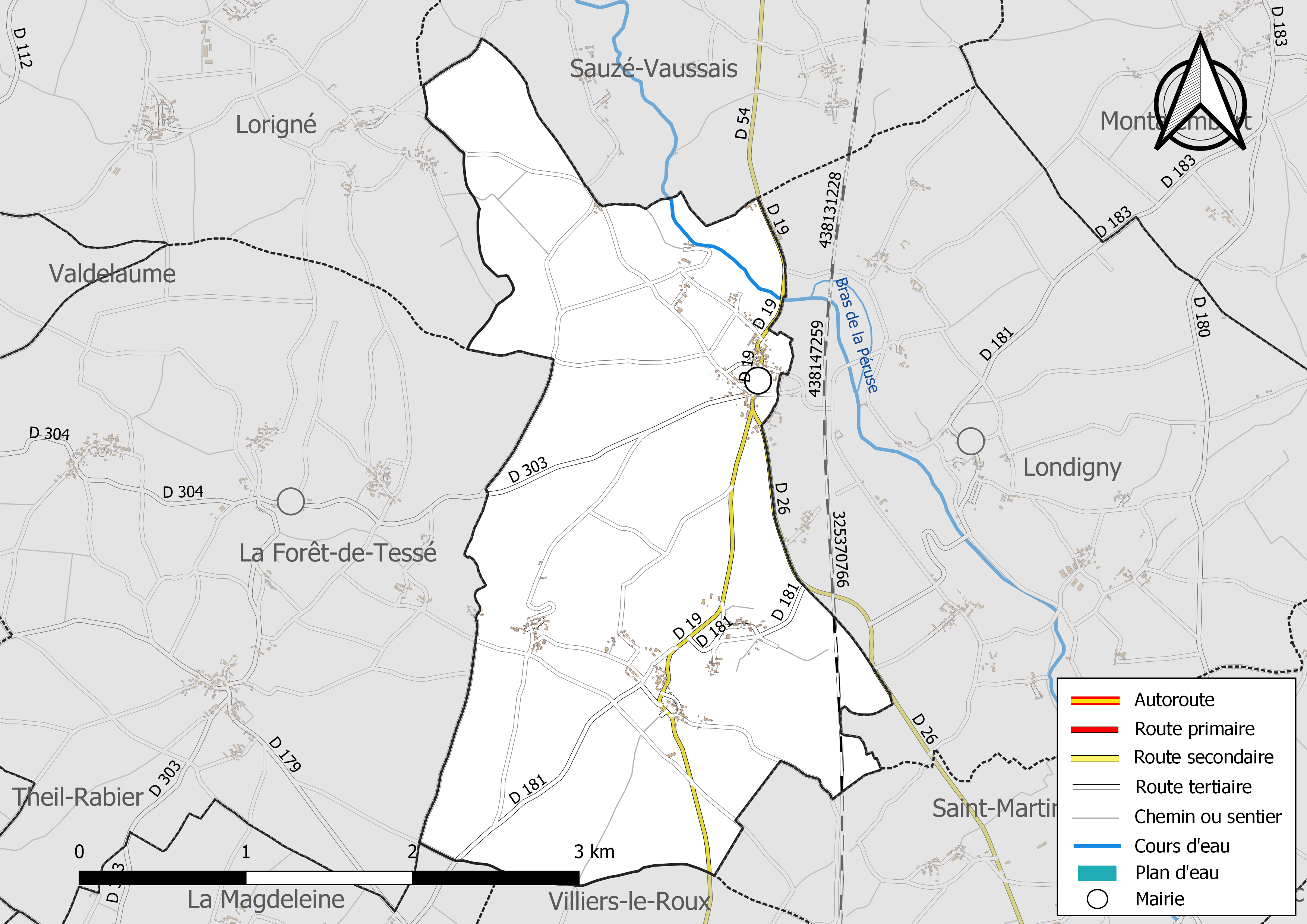
Réseaux hydrographique et routier de Montjean.

La commune est située dans le bassin versant de la Charente au sein du Bassin Adour-Garonne. Elle est drainée par le Péruse,.
La Péruse, qui prend sa source à quelques kilomètres dans le département des Deux-Sèvres, traverse le nord-est de la commune en direction de Londigny, puis va se perdre dans les fissures du sous-sol de la commune de Saint-Martin-du-Clocher. C'est cette même rivière qui ressort au pied de l'église de Ruffec, et va se jeter dans la Charente sous le nom de Lien.

#### Gestion des eaux
Le territoire communal est couvert par le schéma d'aménagement et de gestion des eaux (SAGE) « Charente ». Ce document de planification, dont le territoire correspond au bassin de la Charente, d'une superficie de 9 300 km2, a été approuvé le 19 novembre 2019. La structure porteuse de l'élaboration et de la mise en œuvre est l'établissement public territorial de bassin Charente. Il définit sur son territoire les objectifs généraux d’utilisation, de mise en valeur et de protection quantitative et qualitative des ressources en eau superficielle et souterraine, en respect des objectifs de qualité définis dans le troisième SDAGE  du Bassin Adour-Garonne qui couvre la période 2022-2027, approuvé le 10 mars 2022.

### Climat
Comme dans les trois quarts sud et ouest du département, le climat est océanique aquitain, légèrement dégradé au nord du département aux abords du seuil du Poitou.

## Urbanisme

### Typologie
Au 1er janvier 2024, Montjean est catégorisée commune rurale à habitat très dispersé, selon la nouvelle grille communale de densité à 7 niveaux définie par l'Insee en 2022.
Elle est située hors unité urbaine. Par ailleurs la commune fait partie de l'aire d'attraction de Ruffec, dont elle est une commune de la couronne,. Cette aire, qui regroupe 30 communes, est catégorisée dans les aires de moins de 50 000 habitants,.

### Occupation des sols
L'occupation des sols de la commune, telle qu'elle ressort de la base de données européenne d’occupation biophysique des sols Corine Land Cover (CLC), est marquée par l'importance des territoires agricoles (75,5 % en 2018), une proportion sensiblement équivalente à celle de 1990 (75,8 %). La répartition détaillée en 2018 est la suivante : 
terres arables (60,4 %), forêts (20 %), zones agricoles hétérogènes (14,3 %), zones urbanisées (3,1 %), zones industrielles ou commerciales et réseaux de communication (1,4 %), prairies (0,8 %). L'évolution de l’occupation des sols de la commune et de ses infrastructures peut être observée sur les différentes représentations cartographiques du territoire : la carte de Cassini (XVIIIe siècle), la carte d'état-major (1820-1866) et les cartes ou photos aériennes de l'IGN pour la période actuelle (1950 à aujourd'hui).

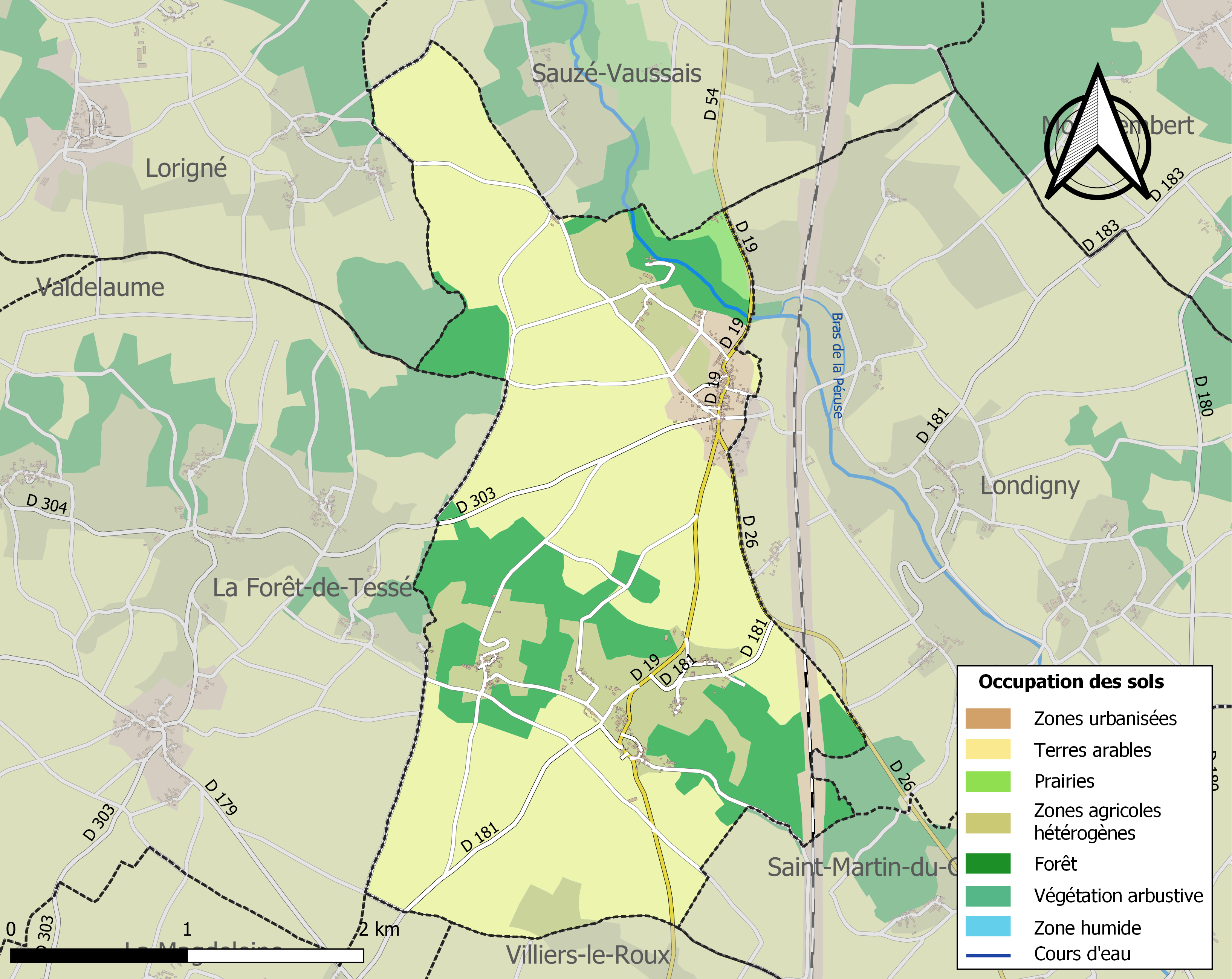
Carte des infrastructures et de l'occupation des sols de la commune en 2018 (CLC).

### Risques majeurs
Le territoire de la commune de Montjean est vulnérable à différents aléas naturels : météorologiques (tempête, orage, neige, grand froid, canicule ou sécheresse) et séisme (sismicité modérée). Un site publié par le BRGM permet d'évaluer simplement et rapidement les risques d'un bien localisé soit par son adresse soit par le numéro de sa parcelle.

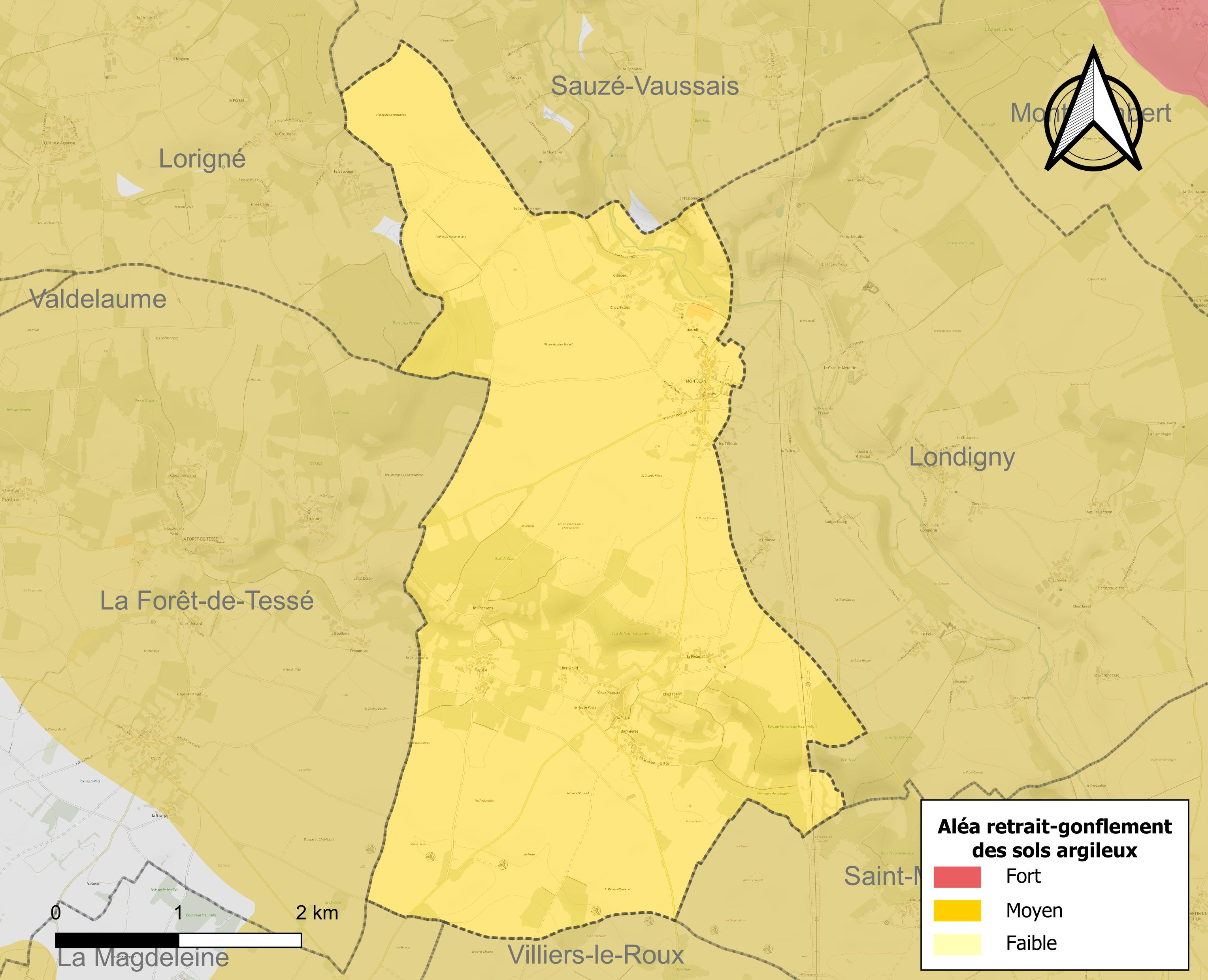
Carte des zones d'aléa retrait-gonflement des sols argileux de Montjean.

Le retrait-gonflement des sols argileux est susceptible d'engendrer des dommages importants aux bâtiments en cas d’alternance de périodes de sécheresse et de pluie. La totalité de la commune est en aléa moyen ou fort (67,4 % au niveau départemental et 48,5 % au niveau national). Sur les 170 bâtiments dénombrés sur la commune en 2019, 170 sont en aléa moyen ou fort, soit 100 %, à comparer aux 81 % au niveau départemental et 54 % au niveau national. Une cartographie de l'exposition du territoire national au retrait gonflement des sols argileux est disponible sur le site du BRGM,.
Par ailleurs, afin de mieux appréhender le risque d’affaissement de terrain, l'inventaire national des cavités souterraines permet de localiser celles situées sur la commune.
La commune a été reconnue en état de catastrophe naturelle au titre des dommages causés par les inondations et coulées de boue survenues en 1982 et 1999. Concernant les mouvements de terrains, la commune a été reconnue en état de catastrophe naturelle au titre des dommages causés par des mouvements de terrain en 1999.

## Toponymie
Les formes anciennes sont Montem en 855, Monte Joannis. Montjean est constamment appelé Mons au Moyen Âge,.
L'origine du nom de Montjean remonterait au latin mons signifiant « colline » ou « montagne » et à un nom de personne gallo-roman Joannes (Jean), ou peut-être saint Jean.

## Histoire
Montjean était situé avant le XVIIIe siècle sur l'ancienne route de la Poste entre Paris et Bordeaux, directe entre Chaunay et Barbezieux par Sauzé, Villefagnan, Aigre, Saint-Cybardeaux, Moulidars et Châteauneuf, avant que celle-ci ne soit déviée pour desservir Angoulême par Turgot, intendant de la généralité de Limoges,,. C'est l'actuelle D 19 entre la limite départementale et Aigre.
Au début du XXe siècle, les foires, chaque 8 du mois, étaient assez suivies. La gare la plus proche était alors celle de Sauzé-Vaussais (ligne à écartement métrique entre Chef-Boutonne et Civray).

## Administration
| Période                                  | Période  | Identité              | Étiquette | Qualité                            |
| ---------------------------------------- | -------- | --------------------- | --------- | ---------------------------------- |
| Les données manquantes sont à compléter. |          |                       |           |                                    |
| ?                                        | ?        | Louis Geoffroy        |           | Notaire                            |
| ?                                        | ?        | Flavien Ayrault       |           |                                    |
| ?                                        | 1995     | André Chavouet        |           | Agriculteur                        |
| 1995                                     | 2014     | Jean-Louis Caillet    | SE        | Apiculteur                         |
| 2014                                     | 2020     | Mauricette Le Mercier |           | Retraitée de l'éducation nationale |
| 2020                                     | En cours | Pascal Barret         |           | Retraité de l'éducation nationale  |

En 2008 les élus de Montjean se sont fédérés à l'initiative des élus du Pays Ruffécois avec 17 communes du Nord Charente et 5 des Deux-Sèvres en une fédération qui demande des compensations aux nuisances que va leur apporter la LGV Sud Europe Atlantique.

## Démographie

### Évolution démographique
L'évolution du nombre d'habitants est connue à travers les recensements de la population effectués dans la commune depuis 1793. Pour les communes de moins de 10 000 habitants, une enquête de recensement portant sur toute la population est réalisée tous les cinq ans, les populations de référence des années intermédiaires étant quant à elles estimées par interpolation ou extrapolation. Pour la commune, le premier recensement exhaustif entrant dans le cadre du nouveau dispositif a été réalisé en 2004.

En 2022, la commune comptait 251 habitants, en évolution de +7,73 % par rapport à 2016 (Charente : −0,48 %, France hors Mayotte : +2,11 %).
| 1793 | 1800 | 1806 | 1821 | 1831 | 1841 | 1846 | 1851 | 1856 |
| ---- | ---- | ---- | ---- | ---- | ---- | ---- | ---- | ---- |
| 614  | 627  | 663  | 641  | 660  | 688  | 700  | 707  | 686  |

| 1861 | 1866 | 1872 | 1876 | 1881 | 1886 | 1891 | 1896 | 1901 |
| ---- | ---- | ---- | ---- | ---- | ---- | ---- | ---- | ---- |
| 660  | 634  | 607  | 571  | 565  | 526  | 513  | 500  | 489  |

| 1906 | 1911 | 1921 | 1926 | 1931 | 1936 | 1946 | 1954 | 1962 |
| ---- | ---- | ---- | ---- | ---- | ---- | ---- | ---- | ---- |
| 467  | 437  | 417  | 411  | 400  | 375  | 340  | 333  | 318  |

| 1968 | 1975 | 1982 | 1990 | 1999 | 2004 | 2006 | 2009 | 2014 |
| ---- | ---- | ---- | ---- | ---- | ---- | ---- | ---- | ---- |
| 322  | 297  | 291  | 272  | 262  | 270  | 266  | 259  | 242  |

| 2019 | 2022 | - | - | - | - | - | - | - |
| ---- | ---- | - | - | - | - | - | - | - |
| 242  | 251  | - | - | - | - | - | - | - |

### Pyramide des âges
La population de la commune est relativement âgée.
En 2018, le taux de personnes d'un âge inférieur à 30 ans s'élève à 23,2 %, soit en dessous de la moyenne départementale (30,2 %). À l'inverse, le taux de personnes d'âge supérieur à 60 ans est de 40,9 % la même année, alors qu'il est de 32,3 % au niveau départemental.
En 2018, la commune comptait 120 hommes pour 120 femmes, soit un taux de 50 % de femmes, légèrement inférieur au taux départemental (51,59 %).
Les pyramides des âges de la commune et du département s'établissent comme suit.
| Hommes | Classe d’âge | Femmes |
| ------ | ------------ | ------ |
| 0,8    | 90 ou +      | 0,8    |
| 14,0   | 75-89 ans    | 14,0   |
| 26,4   | 60-74 ans    | 25,6   |
| 22,3   | 45-59 ans    | 20,7   |
| 13,2   | 30-44 ans    | 15,7   |
| 8,3    | 15-29 ans    | 7,4    |
| 14,9   | 0-14 ans     | 15,7   |

| Hommes | Classe d’âge | Femmes |
| ------ | ------------ | ------ |
| 1      | 90 ou +      | 2,7    |
| 9,2    | 75-89 ans    | 12     |
| 20,6   | 60-74 ans    | 21,3   |
| 20,7   | 45-59 ans    | 20,3   |
| 16,8   | 30-44 ans    | 16     |
| 15,6   | 15-29 ans    | 13,4   |
| 16,1   | 0-14 ans     | 14,3   |

## Économie

### Commerces
Un café-restaurant,un bureau de poste, une boulangerie ainsi qu'un atelier de mécanique sont les commerces de Montjean.

## Équipements, services et vie locale

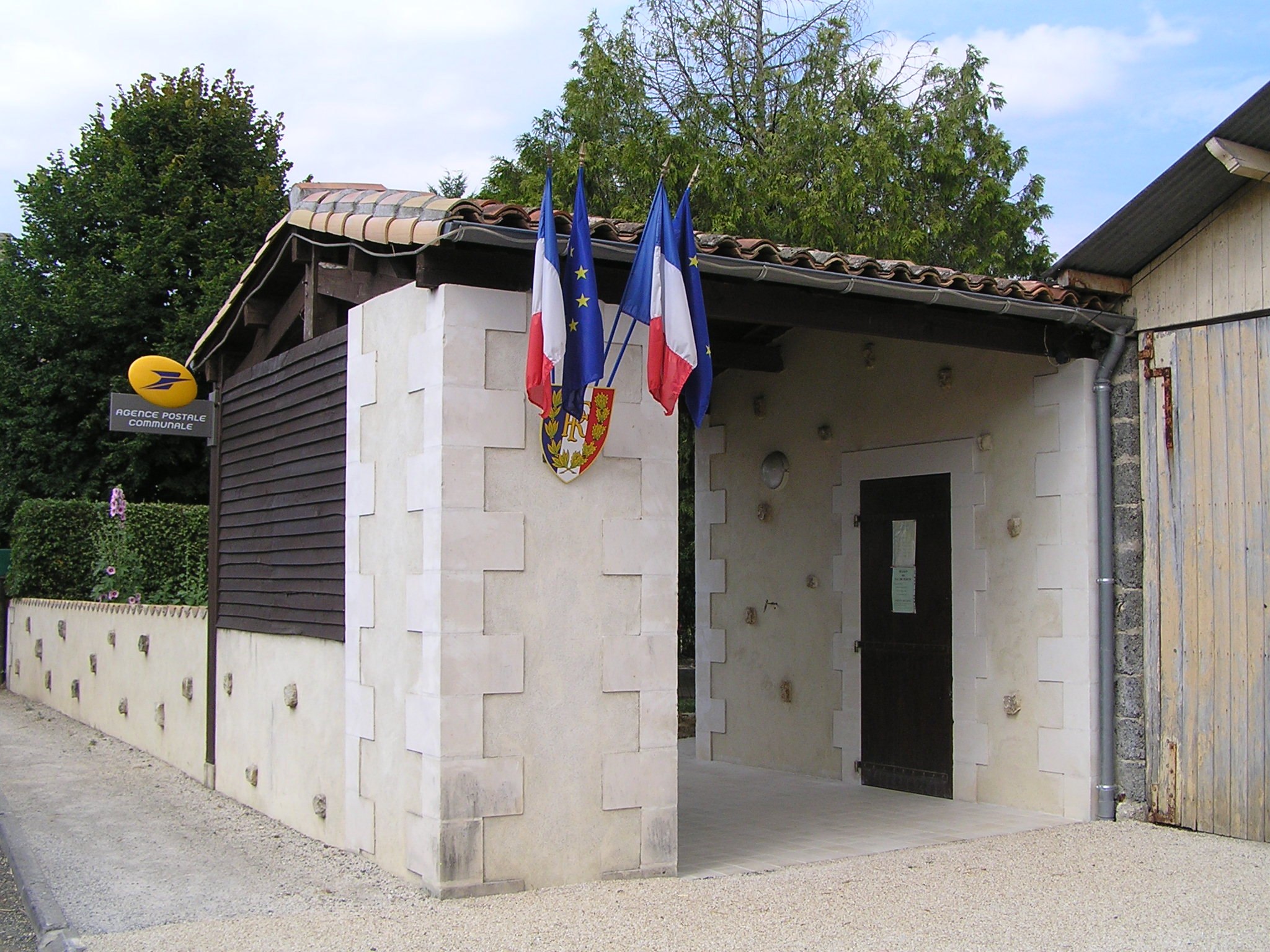
L'agence postale.

### Enseignement
L'école est un RPI entre Bernac et Montjean. Bernac accueille l'école maternelle et Montjean l'école élémentaire, avec deux classes. Le secteur du collège est Villefagnan.

### Autres équipements
Montjean bénéficie d'une agence postale et d'une bibliothèque associative créée en 1984.
La commune possède aussi un comité des fêtes.
La Maison de la Péruse, créée grâce à l'aide d'un chantier d'insertion à l'initiative du deuxième adjoint au maire de l'époque (mandat 1995-2001) existe également.
Tous les autres services sont à Villefagnan, Ruffec ou Sauzé-Vaussais.

## Lieux et monuments
Au nord de la commune, le long de la Péruse, se trouvent deux anciens moulins à eau (Gillebert et Mareuil), qui portent des noms de familles à l'origine des lieux.

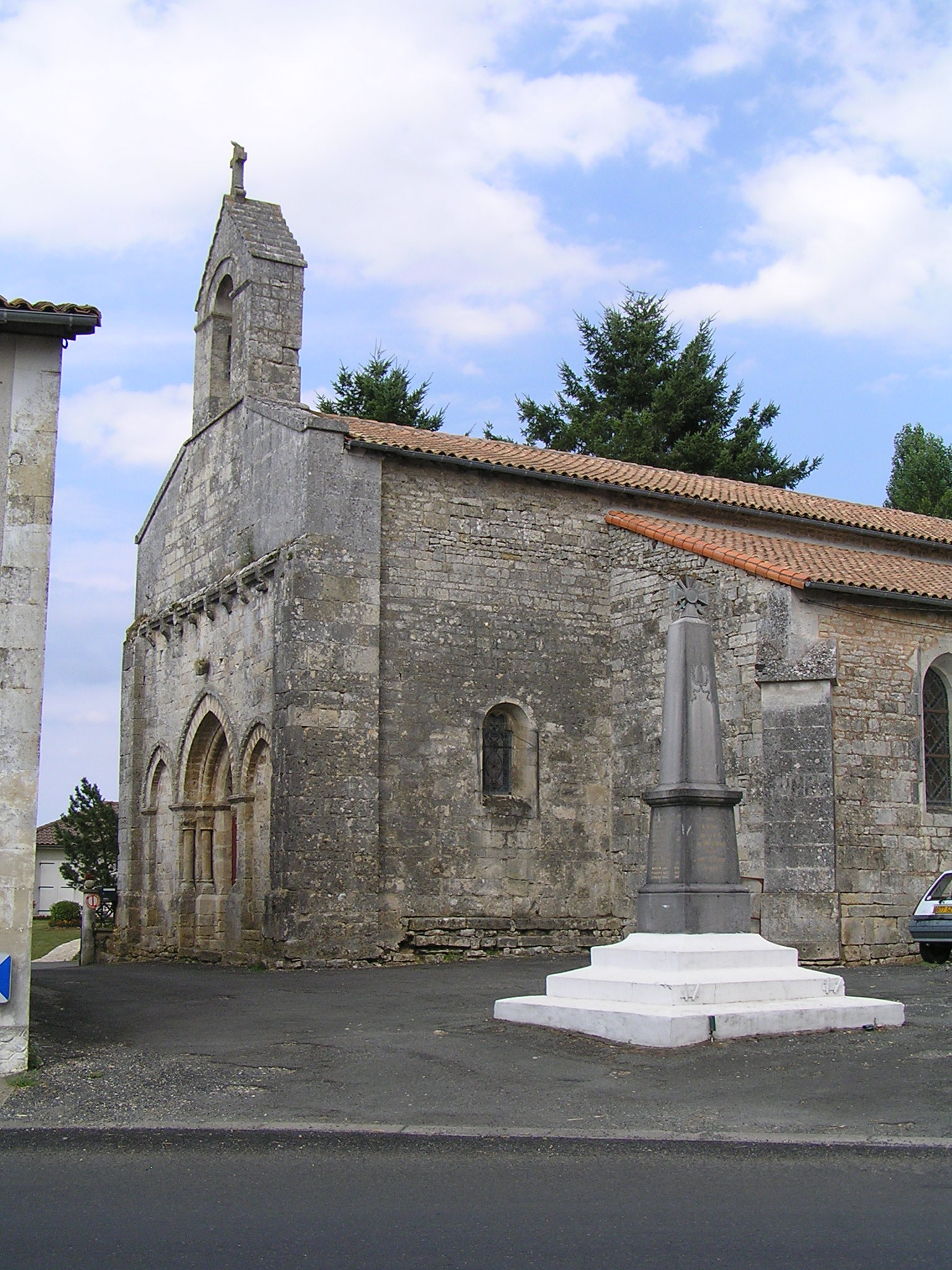
L'église Saint-Romain et le monument aux morts.
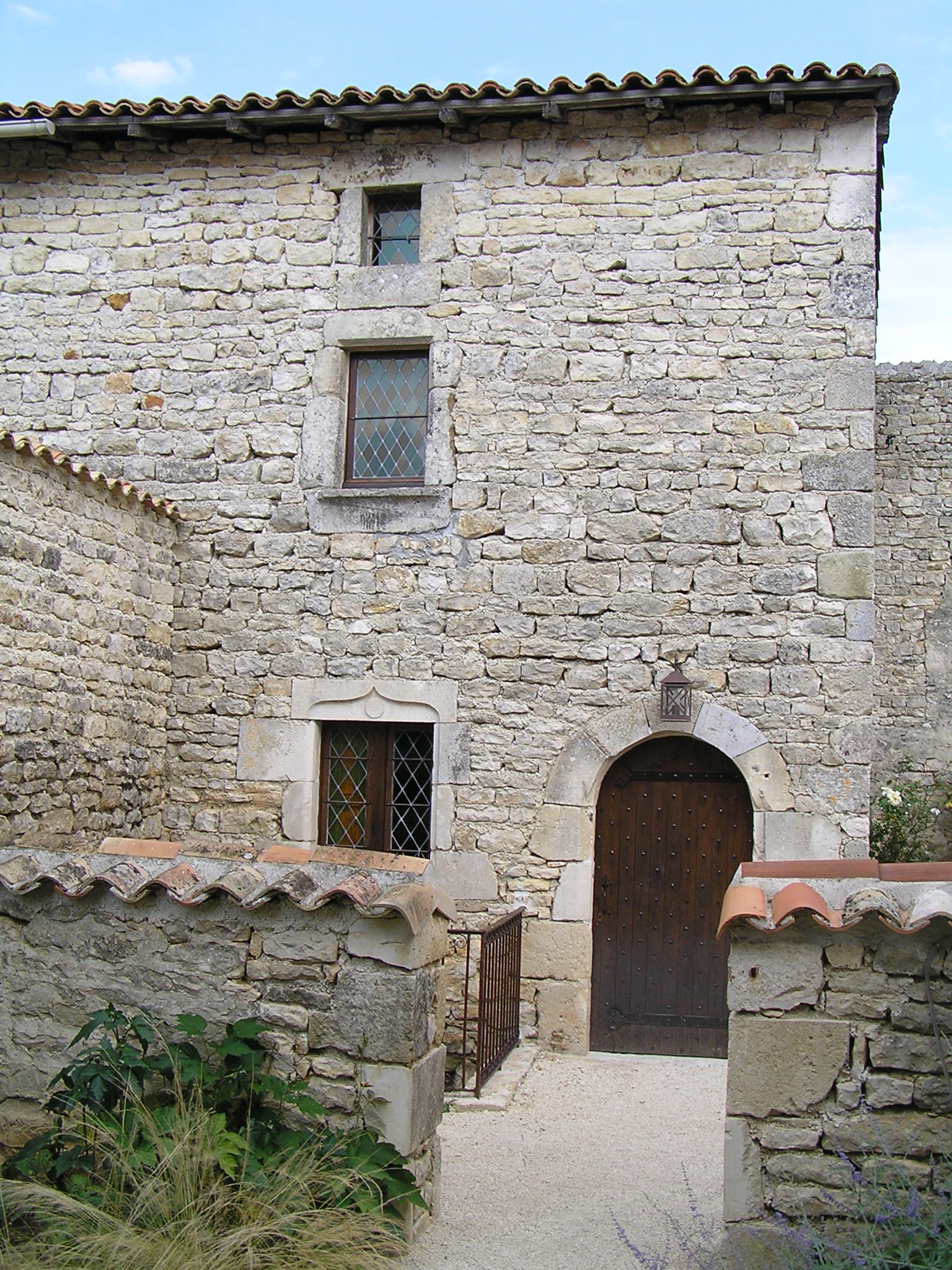
Maison ancienne.
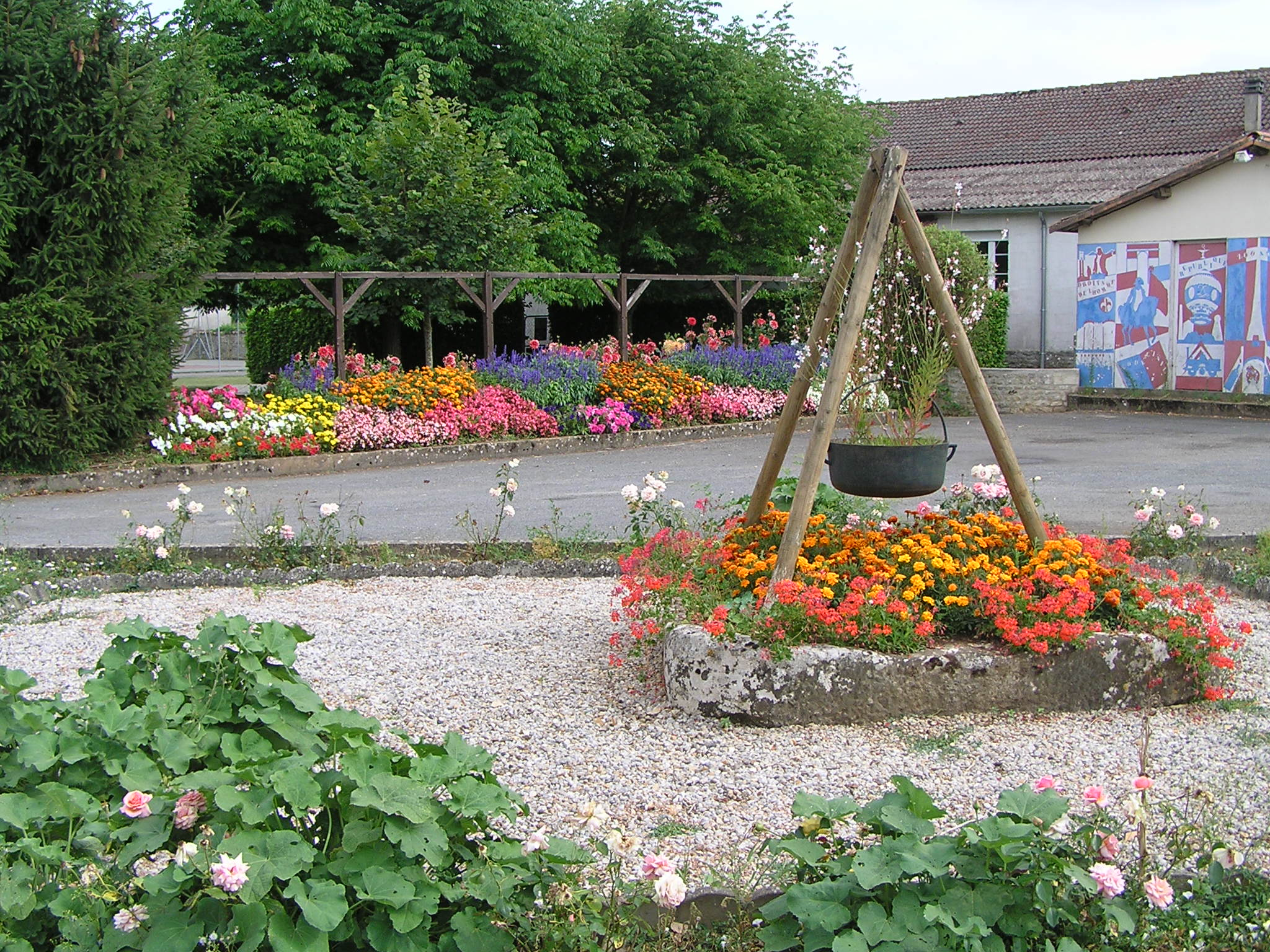
Puits fleuri.
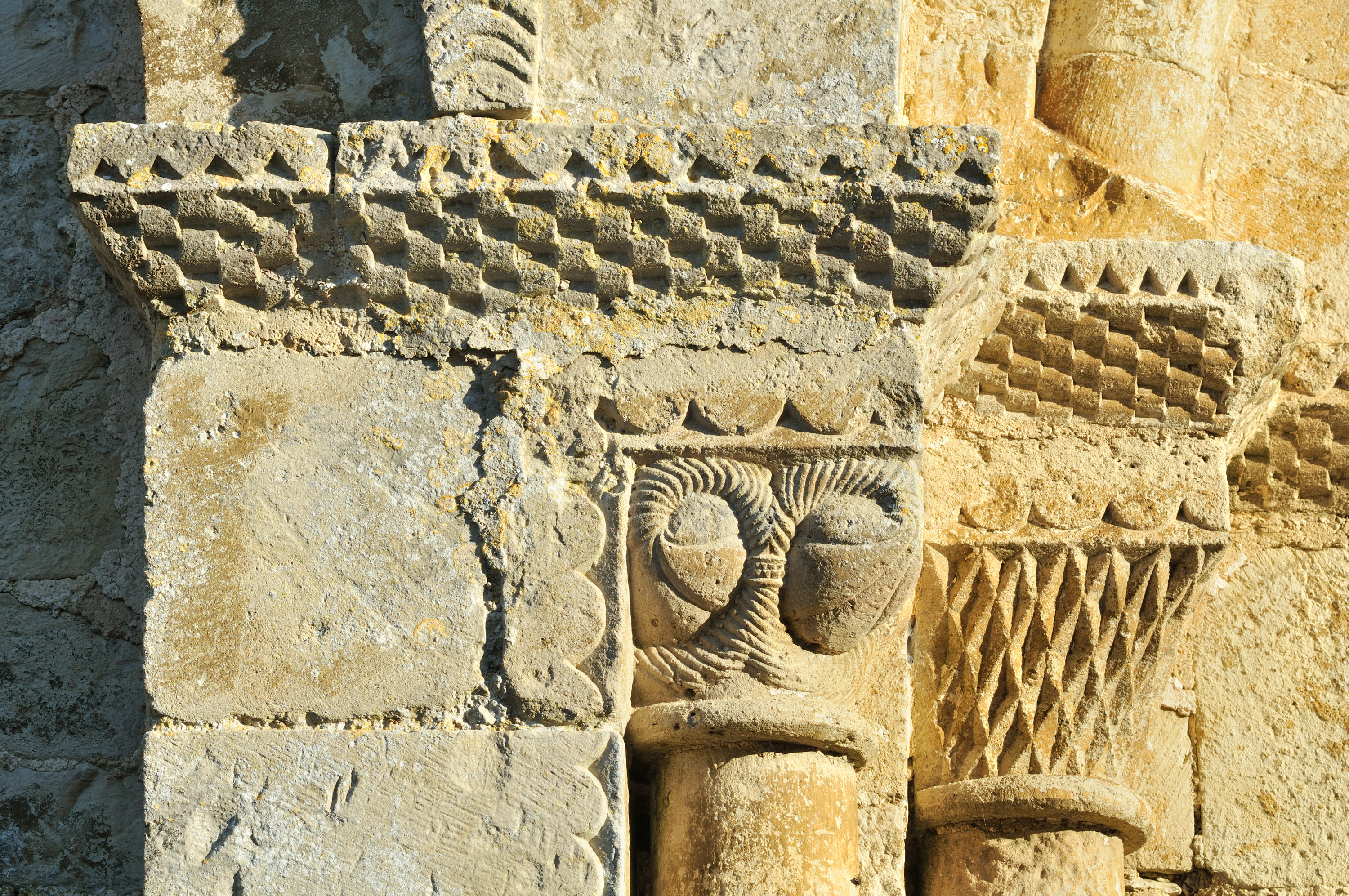
Chapiteau de l'église de Montjean.